# Amaq
Amaq News Agency (араб. وكالة أعماق الإخبارية‎; Агентство новостей Amaq) — информационное агентство, связанное с Исламским государством (ИГ). Действует в интернете, публикует сообщения в мессенджере Telegram в форме текстов, фото и видео. Появилось в 2014 году.
Amaq получает эксклюзивную информацию от ИГ. Оно публиковало заявления ИГ об ответственности за теракты, в том числе в Лондоне, Манчестере, Париже, Берлине, Барселоне, Багдаде, Кабуле, Сургуте, Красногорске и др.

## История
Среди основателей Amaq был сирийский журналист Бараа Кадек, который присоединился к ИГ в конце 2013 года, и семь других, которые первоначально работали в Halab News Network. Согласно The New York Times, оно имеет прямую связь с ИГ, от которого оно «получает советы». Его название было взято из долины Амак в провинции Хатай, которая упоминается в хадисе как место «апокалиптической победы над неверующими».
Информационное агентство Amaq было впервые замечено SITE во время боёв за Кобани в 2014 году, когда его новости были переданы боевикам ИГ. Оно стало более широко известно после того, как начало сообщать о заявлениях об ответственности за террористические нападения в западных странах, такие как нападение в Сан-Бернардино в 2015 году, за которое ИГ официально взяло на себя ответственность на следующий день. Оператор Amaq снял первые кадры захвата Пальмиры в 2015 году.
Amaq запустило официальное мобильное приложение в 2015 году и предостерегло от неофициальных версий, которые, как сообщается, использовались для шпионажа за их пользователями. Оно также использует Telegram. У него был блог на WordPress, но он был удалён без объяснения причин в апреле 2016 года.
31 мая 2017 года в посте в Facebook было объявлено, что основатель Amaq, Бараа Кадек, он же Райан Мешаал, был убит вместе со своей дочерью в результате американского авиаудара по Меядину. Сообщается, что пост был сделан его младшим братом. Reuters не смог сразу подтвердить эту учётную запись. 27 июля 2017 года США подтвердили, что Кадек был убит в результате авиаудара коалиции недалеко от Меядина в период с 25 по 27 мая 2017 года.
В июне 2017 года в Германии арестован сириец, которого обвинили в работе на Amaq.
21 марта 2019 года Государственный департамент США официально признал Amaq псевдонимом ИГ и, следовательно, иностранной террористической организацией.

## Характер
Amaq публикует поток коротких новостных репортажей, как текстовых, так и видео, в мобильном приложении Telegram. Репортажи занимают атрибуты основной журналистики с заголовками «Срочные новости» и прикомандированными репортерами на сцены сражений ИГ. Отчеты пытаются показаться нейтральными, снижая джихадистский язык и сектантские оскорбления, которые ИГ использует в своих официальных выпусках.
Чарли Уинтер из Инициативы по транскультурным конфликтам и насилию в Университете штата Джорджия и Рита Кац из SITE Intelligence Group в Вашингтоне говорят, что Amaq функционирует так же, как государственное информационное агентство ИГ, хотя группа не признает его таковым. Кац сказала, что оно ведет себя «как государственные СМИ». ИГ, по-видимому, позволило Amaq развиваться как способ иметь новостное агентство, которое контролируется группой, но несколько удалено от неё, что придает ИГ больше видимости легитимности.

## Достоверность
По словам Рукмини Каллимачи в The New York Times: «Несмотря на широко распространённое мнение о том, что Исламское государство оппортунистически заявляет о нападениях, с которыми у него мало подлинной связи, его послужной список — за вычетом нескольких исключений — предлагает более строгий протокол. Иногда Исламское государство ошибается в деталях или завышает цифры жертв, но суть его утверждений, как правило, верна». По словам Каллимачи, ИГ считает себя ответственным за действия, совершённые людьми, которые были вдохновлены его пропагандой, а также за действия, совершённые его собственным персоналом и в некоторых случаях утверждали о нападениях до того, как были известны личности убийц.
Грэм Вуд, пишущий в The Atlantic в октябре 2017 года, написал: «Идея о том, что Исламское государство просто сканирует новости в поисках массовых убийств, а затем отправляет пресс-релизы в надежде украсть славу, является ложной. Amaq может узнать подробности атак со стороны основных средств массовой информации … но его заявление о кредите обычно вытекает из источника, специфичного для Amaq.».
По словам Риты Кац, называть террориста «солдатом халифата (воином халифата)» в заявлении, опубликованном Amaq, было обычным способом, которым ИГ указывало, что вдохновило нападение. Централизованно скоординированные нападения обычно описывались как «совершённые отрядом Исламского государства», и часто объявлялись как Amaq, так и центральными медиа ИГ.